# Dischisma capitatum
Dischisma capitatum är en flenörtsväxtart som först beskrevs av Carl Peter Thunberg, och fick sitt nu gällande namn av Jacques Denys Denis Choisy. Dischisma capitatum ingår i släktet Dischisma och familjen flenörtsväxter. Inga underarter finns listade i Catalogue of Life.